# Tine Bryld

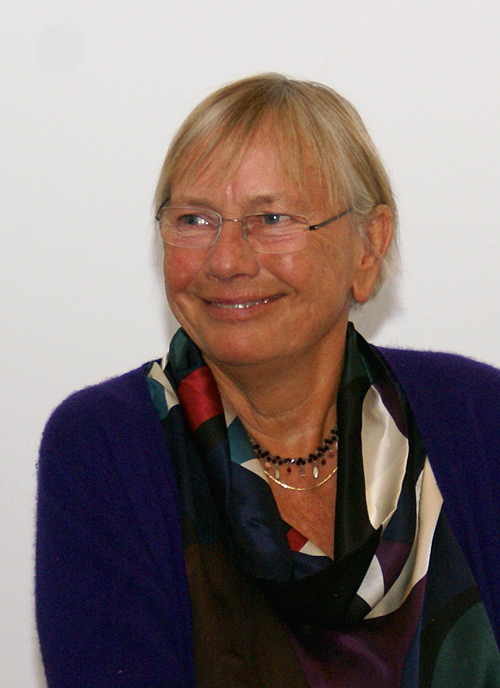
Tine Bryld (2008)

Tine Bryld (* 18. Dezember 1939 in Frederiksberg; † 21. April 2011, geborene Begtrup) war eine dänische Sozialarbeiterin, Autorin, Radiomoderatorin und Leserbriefredakteurin.

## Leben
Tine Bryld war die Tochter des Arztes Erik Begtrup und dessen Frau Bodil Holm. Nach ihrer Ausbildung zur Sozialarbeiterin wirkte ab 1965 in Mødrehjælpen, eine Wohlfahrtsorganisation für Mütter. Sie arbeitete als Sozialarbeiterin in Christiania.
Tine Bryld war insbesondere bekannt für ihre Radiosendung Tværs, einer Livesendung, in der insbesondere junge Hörer anrufen und Fragen stellen konnten. Sie beriet junge Menschen 36 Jahre lang in Lebensfragen. Daneben redigierte Tine Bryld die Leserbriefseite des dänischen Frauenmagazins Alt for Damerne (Alles für Damen) und schrieb zahlreiche Bücher, unter denen die Trilogie Liv og Alexander (1982–84) die bekannteste ist. Bryld erhielt mehrere dänische Auszeichnungen.
Tine Bryld war zwei Mal verheiratet: Von 1961 bis 1968 mit dem Historiker Claus Bryld und von 1975 bis zu seinem Tod 2008 mit dem Architekten Arne Gaardmand. Bryld hatte drei Kinder.

## Schriften
- Pige Liv, 1982, Roman
- Befri dit liv, 1983, Roman
- Liv og Alexander, 1984, Roman
- En rift i huden, 1986, Roman
- Hvid som sne, 1988, Roman
- Talkshow, 1990, Roman
- De nederste i Herstedvester, 1992
- Gadeliv, 1994
- Smilende rygge - Ghana, 1994
- Nora, 1995
- Ikke en engel, 1997, Deutsche Ausgabe: Lieber Vater! Böser Vater!, Loewe, Bindlach 1998, ISBN 3-7855-3307-1, Kinderbuch
- Liv og Alexander 1-3, 1997, Roman
- I den bedste mening, 1998, Biografie
- Hjemmestyrets børn - årgang '79, 2002
- Tværs, 2002
- Et par vamle gule underhylere - Når man kender voldtægtsmanden - Er det voldtægt? - Jeg skulle bare have sagt stop, 2004 - (essay)
- I lyst og vold, 2004

## Auszeichnungen
- 1979: LO's kulturpris
- 1980: PH-prisen
- 1984: Rektor frk. Ingrid Jespersens Legat
- 1984: BMF's Børnebogspris (Kinderpreis)
- 1986: Publicistprisen
- 1986: Gyldendals Boglegat for Børnebogsforfattere og -tegnere
- 1986: Alt for Damernes Kvindepris
- 1986: HK Jytte-Prisen
- 1989: Christian Kryger-prisen
- 1997: Kvindeprisen fra Den socialdemokratiske Klub i KAD
- 1997: Kafkatten
- 1997: Heinild-Prisen
- 1998: Martin Andersen Nexø Legatet
- 2005: Dansk Forfatterforenings Faglitterære Pris
- 2006: Alt for Damernes Kvindepris
- 2007: Peter Sabroe-prisen
- 2008: Fun Fearless Award, 2008
- 2009: Hadsten Højskole Prisen